# Formação em alternância
Formação em alternância é o processo de formação em que se alternam sequências de formação ministradas por instituições de formação com sequências de formação prática realizadas em contexto de trabalho.

## Pedagogia da Alternância

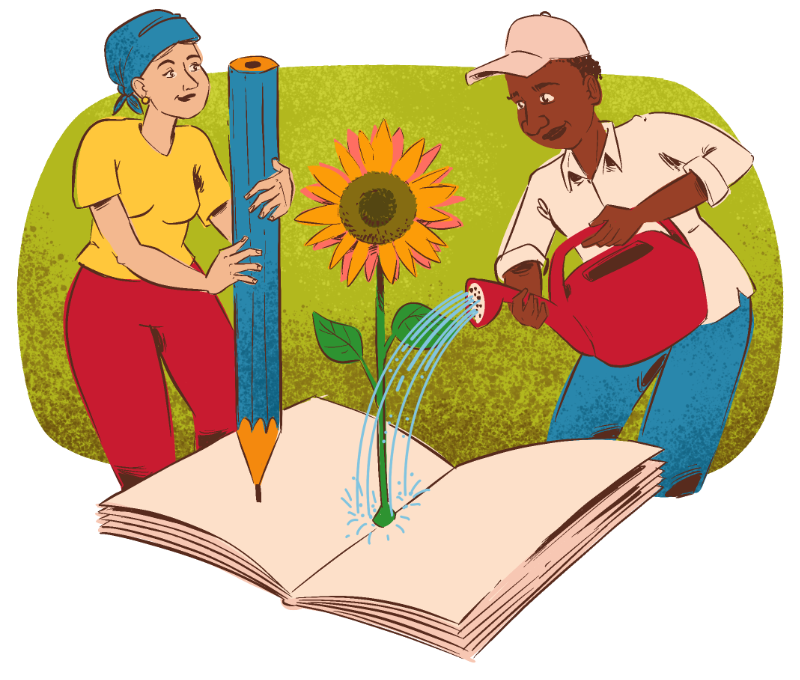
Uma representação sobre a Pedagogia da Alternância enfatizando as formas de aprender em consonância com os contextos locais dos sujeitos de aprendizagem.

No Brasil, existe uma delimitação um pouco maior sobre a formação em alternância que origina o conceito de Pedagogia da Alternância. Se trata de uma metodologia de formação que começou em 1969 no país, no estado do Espírito Santo. Em termos de prática a Pedagogia da Alternância pode ser compreendida como uma forma de articular a realidade do estudante do campo e as suas vivências do cotidiano.